# Ulolonche
Ulolonche là một chi bướm đêm thuộc họ Noctuidae.

## Loài
- Ulolonche consopita (Grote, 1881)
- Ulolonche culea (Guenée, 1852)
- Ulolonche dilecta (H. Edwards, 1884)
- Ulolonche disticha (Morrison, 1875)
- Ulolonche fasciata Smith, 1888
- Ulolonche marloffi (Barnes & Benjamin, 1924)
- Ulolonche modesta (Morrison, 1875)
- Ulolonche niveiguttata (Grote, 1873)
- Ulolonche orbiculata (Smith, 1891)